# Galaxia Pitică din Boarul

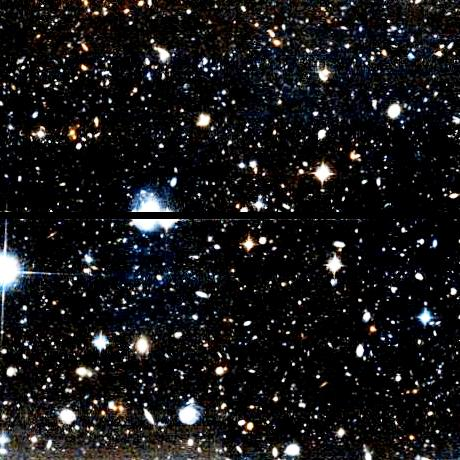
Galaxia Pitică din Boarul fotografiată de Telescopul Spaţial Hubble.

Galaxia Pitică din Boarul (Boo I dSph) este o galaxie pitică sferoidală din Grupul Local, situată la circa 195.000 de ani-lumină (60 kpc) de Soare, în constelația Boarul, unde apare foarte afectată de forțele mareii galactice provocate de Calea Lactee. Este o galaxie cu strălucire de suprafață slabă, a cărei luminozitate totală este de ordinul a 100.000 de ori luminozitatea solară.
A fost descoperită în 2006.

### Harta Grupului Local
Format:Sateliți ai Căii Lactee
Format:Grupul Local